# USS Trepang (SS-412)
USS Trepang (SS-412/AGSS-412) là một  tàu ngầm lớp Balao được Hải quân Hoa Kỳ chế tạo trong Chiến tranh Thế giới thứ hai. Nó là chiếc tàu chiến đầu tiên của Hải quân Hoa Kỳ được đặt cái tên này, theo tên tiếng Indonesia của loài sên biển hay hải sâm. Nó đã phục vụ trong giai đoạn sau của Thế Chiến II, thực hiện được năm chuyến tuần tra và đánh chìm 11 tàu Nhật Bản với tổng tải trọng 23.850 tấn. Được cho ngừng hoạt động sau khi xung đột chấm dứt vào năm 1946, nó không bao giờ hoạt động trở lại, và cuối cùng bị đánh chìm như một mục tiêu ngoài khơi California vào năm 1969. Trepang được tặng thưởng danh hiệu Đơn vị Tuyên dương Hải quân cùng năm Ngôi sao Chiến trận do thành tích phục vụ trong Thế Chiến II.

## Thiết kế và chế tạo
Thiết kế của lớp Balao được cải tiến dựa trên  tàu ngầm lớp Gato dẫn trước, là một kiểu tàu ngầm hạm đội có tốc độ trên mặt nước cao, tầm hoạt động xa và vũ khí mạnh để tháp tùng hạm đội chiến trận. Khác biệt chính so với lớp Gato là ở cấu trúc lườn chịu áp lực bên trong dày hơn, và sử dụng thép có độ đàn hồi cao (HTS: High-Tensile Steel), cho phép lặn sâu hơn đến 400 ft (120 m). Con tàu dài 311 ft 9 in (95,02 m) và có trọng lượng choán nước 1.526 tấn Anh (1.550 t) khi nổi và 2.424 tấn Anh (2.463 t) khi lặn. Chúng trang bị động cơ diesel dẫn động máy phát điện để cung cấp điện năng cho bốn động cơ điện, đạt được công suất 5.400 shp (4.000 kW) khi nổi và 2.740 shp (2.040 kW) khi lặn, cho phép đạt tốc độ tối đa 20,25 hải lý trên giờ (37,50 km/h) và 8,75 hải lý trên giờ (16,21 km/h) tương ứng. Tầm xa hoạt động là 11.000 hải lý (20.000 km) khi đi trên mặt nước ở tốc độ 10 hải lý trên giờ (19 km/h) và có thể hoạt động kéo dài đến 75 ngày.
Tương tự như lớp Gato dẫn trước, lớp Balao được trang bị mười ống phóng ngư lôi 21 in (530 mm), gồm sáu ống trước mũi và bốn ống phía phía đuôi tàu, chúng mang theo tối đa 24 quả ngư lôi. Vũ khí trên boong tàu gồm một hải pháo 4 inch/50 caliber, một khẩu pháo phòng không Bofors 40 mm nòng đơn và một khẩu đội Oerlikon 20 mm nòng đôi, kèm theo hai súng máy .50 caliber. Trên tháp chỉ huy, ngoài hai kính tiềm vọng, nó còn trang bị ăn-ten radar SD phòng không và SJ dò tìm mặt biển. Tiện nghi cho thủy thủ đoàn bao gồm điều hòa không khí, thực phẩm trữ lạnh, máy lọc nước, máy giặt và giường ngủ cho hầu hết mọi người, giúp họ chịu đựng cái nóng nhiệt đới tại Thái Bình Dương cùng những chuyến tuần tra kéo dài đến hai tháng rưỡi.
Ban đầu được dự định đặt cái tên Senorita, theo tên một loài trong họ Cá bàng chài, nó được đổi tên thành Trepang vào ngày 24 tháng 9, 1942 và được đặt lườn tại Xưởng hải quân Mare Island ở Vallejo, California vào ngày 25 tháng 6, 1943.
Nó được hạ thủy vào ngày 23 tháng 3, 1944, được đỡ đầu bởi bà Jane Andre Davenport, phu nhân Hạm trưởng tương lai, Trung tá Hải quân Roy Milton Davenport. Con tàu nhập biên chế cùng Hải quân Hoa Kỳ vào ngày 22 tháng 5, 1944 dưới quyền chỉ huy của Trung tá Davenport.

## Lịch sử hoạt động

### 1944
Sau khi hoàn tất việc chạy thử máy huấn luyện tại vùng biển ngoài khơi San Diego, California, Trepang chuẩn bị để được điều động sang khu vực Mặt trận Thái Bình Dương. Nó khởi hành từ San Diego vào ngày 15 tháng 8, 1944 để đi sang Trân Châu Cảng, Hawaii.

#### Chuyến tuần tra thứ nhất
Khởi hành từ Trân Châu Cảng vào ngày 13 tháng 9 cho chuyến tuần tra đầu tiên trong chiến tranh, Trepang hoạt động tại khu vực phía Nam đảo Honshū. Trong đêm 30 tháng 9, nó phát hiện một đoàn tàu vận tải đang rời vịnh Tokyo, bao gồm hai tàu chở dầu lớn, một tàu buôn nhỏ và một tàu hộ tống. Đến 03 giờ 28 phút sáng hôm sau, nó phóng một loạt ngư lôi vào các mục tiêu chồng lấp, đánh chìm tàu chở hảng Takunan Maru (750 tấn) ngoài khơi bờ biển Nhật Bản, cách 108 nmi (200 km) về phía Tây quần đảo Ogasawara, tại tọa độ 30°30′B 138°27′Đ / 30,5°B 138,45°Đ, một thủy thủ đã tử trận cùng con tàu. Sang ngày 10 tháng 10, nó tấn công đoàn tàu vận tải thứ hai bao gồm hai tàu chở dầu và một tàu hộ tống. Cho dù nó tự nhận đã đánh trúng mục tiêu, tàu liệu thu được từ phía Nhật Bản sau chiến tranh không thể xác nhận điều này. Sang ngày hôm sau, một loạt bốn quả ngư lôi phóng ra đã phá hủy Tàu vận tải số 105 (1.000 tấn) ở phía Nam Yokosuka, tại tọa độ 33°18′B 137°42′Đ / 33,3°B 137,7°Đ.
Đang khi di chuyển tại vị trí khoảng 12 mi (19 km) về phía Tây Nam lối ra vào vịnh Tokyo vào ngày 12 tháng 10, radar của Trepang dò được mục tiêu bao gồm hai thiết giáp hạm và hai tàu khu trục. Bất chấp khả năng bị phát hiện do sóng tạo ra khi di chuyển nhanh, nó tiếp cận mục tiêu hết tốc độ và phóng toàn bộ sáu quả ngư lôi trước mũi, rồi xoay mũi để phóng nốt bốn quả ngư lôi phía đuôi tàu. Trung tá Hạm trưởng Davenport cho rằng ông đã gây hư hại cho một  thiết giáp hạm lớp Fusō và đánh chìm một tàu khu trục, nhưng thực ra Trepang chỉ gây hư hại cho tàu khu trục Fuyutsuki ngoài khơi Omaesuki, tại tọa độ 33°56′B 138°09′Đ / 33,933°B 138,15°Đ. Tiêu phí hết số ngư lôi mang theo, chiếc tàu ngầm kết thúc chuyến tuần tra và quay trở về căn cứ tại đảo Majuro thuộc quần đảo Marshall vào ngày 23 tháng 10, nơi nó được sửa chữa cặp bên mạn tàu tiếp liệu tàu ngầm Bushnell (AS-15).

#### Chuyến tuần tra thứ hai
Khởi hành từ Majuro vào ngày 16 tháng 11 cho chuyến tuần tra thứ hai tại khu vực Philippines, Trepang hoạt động trong thành phần một đội tấn công phối hợp vốn bao gồm các tàu ngầm Segundo (SS-398) và Razorback (SS-394). "Bầy sói" mang biệt danh "ROY'S RANGERS" được đặt dưới quyền chỉ huy chung của Trung tá Davenport, Hạm trưởng Trepang. Đang khi tuần tra ngoài khơi đảo Luzon vào ngày 6 tháng 12, Trepang phát hiện mục tiêu tiếp cận từ hướng Bắc, bao gồm bảy tàu lớn và ba tàu hộ tống đang chậm chạp tiếp cận Philippines. Nó thông báo cho các đồng đội trong "Bầy sói" vị trí của mục tiêu rồi lặn xuống tấn công.
Lúc 21 giờ 47 phút, tàu vận tải Jinyo Maru (6.862 tấn) trúng ngư lôi và đắm trong biển Đông về phía Bắc vịnh Bagui, Luzon, tại tọa độ 18°30′B 121°57′Đ / 18,5°B 121,95°Đ; 1.383 binh lính cùng 44 thành viên thủy thủ đoàn đã thiệt mạng cùng con tàu. Cùng khoảng thời gian này tàu chở hàng Banshu Maru số 31 (748 tấn) cũng trúng ngư lôi và đắm tại tọa độ 18°54′B 120°49′Đ / 18,9°B 120,817°Đ; toàn bộ 23 thành viên thủy thủ đoàn đã thiệt mạng cùng con tàu. Đến 23 giờ 58 phút, tàu vận tải Fukuyo Maru (5.463 tấn) bị đánh trúng ba quả ngư lôi, nổ tung và đắm trong biển Đông về phía Bắc vịnh Bagui, Luzon, tại tọa độ 18°59′B 121°05′Đ / 18,983°B 121,083°Đ; 913 binh lính trên tàu cùng 66 pháo thủ và 94 thủy thủ đã tử trận. Trepang cũng đã gây hư hại cho tàu chở hàng Yamakuni Maru (500 tấn).
Segundo và Razorback đến nơi và nỗ lực tấn công các tàu buôn còn lại, đánh chìm thêm hai chiếc dưới sự trợ giúp của một máy bay hải quân. Trepang vào lúc này đã tiêu phí hết số ngư lôi mang theo, nên rút lui về Trân Châu Cảng và kết thúc chuyến tuần tra trước ngày lễ Giáng Sinh. Sau chuyến tuần tra này, Trung tá Davenport, một trong những sĩ quan tàu ngầm được tặng thưởng nhiều nhất trong chiến tranh với năm Huân chương Chữ thập Hải quân, được điều động về làm giảng viên tại Học viện Hải quân Hoa Kỳ.

### 1945

#### Chuyến tuần tra thứ ba
Dưới quyền chỉ huy của hạm trưởng mới, Trung tá Hải quân Allen R. Faust, Trepang khởi hành vào ngày 25 tháng 1, 1945 cho chuyến tuần tra thứ ba ngoài khơi đảo Honshū. Nó hoạt động trong thành phần "Bầy sói" mang biệt danh "Mac's Mops", bao gồm các tàu ngầm Piper (SS-409), Pomfret (SS-391), Bowfin (SS-287) và Sterlet (SS-392). Lực lượng làm nhiệm vụ càn quét tàu tuần tra đối phương quanh khu vực quần đảo Nanpō, dọn đường cho chiến dịch không kích của các tàu sân bay thuộc Đệ Ngũ hạm đội xuống các đảo chính quốc Nhật Bản, chuẩn bị cho cuộc đổ bộ lên Iwo Jima. Trepang không bắt gặp mục tiêu nào có giá trị, nên chuyển sang nhiệm vụ tìm kiếm và giải cứu phục vụ cho chiến dịch không kích xuống khu vực Tokyo.
Vào ngày 24 tháng 2, Trepang phóng ngư lôi đánh chìm tàu chở hàng Usuki Maru (875 tấn) tại tọa độ 32°40′B 132°33′Đ / 32,667°B 132,55°Đ; đồng thời gây hư hại cho một tàu phòng vệ duyên hải nhỏ. Nhiều tàu săn ngầm đối phương xuất hiện buộc nó phải lặn khẩn cấp né tránh đợt phản công bằng mìn sâu, kéo dài đến bảy giờ. Vào ngày 3 tháng 3, nó phóng ngư lôi đánh chìm pháo hạm Nissho Maru số 2 (1.386 tấn) ngoài khơi phía Nam Honshu gần Mijake Jima, tại tọa độ 34°05′B 139°54′Đ / 34,083°B 139,9°Đ. Sang ngày 14 tháng 3, nó lại phóng ngư lôi đánh chìm pháo hạm Kaiko Maru ngoài khơi Inubosaki, tại tọa độ 35°40′B 141°00′Đ / 35,667°B 141°Đ. Nó kết thúc chuyến tuần tra khi quay trở về căn cứ tại Guam.

#### Chuyến tuần tra thứ tư
Rời Guam cho chuyến tuần tra thứ tư, Trepang hoạt động tại khu vực Hoàng Hải bất trắc với những vùng nước nông. Vào ngày 28 tháng 4, Tàu vận chuyển số 146 (870 tấn) trúng ngư lôi và đắm ngoài khơi mũi Ose về phía Nam quần đảo Gotō, tại tọa độ 32°24′B 128°00′Đ / 32,4°B 128°Đ.  Đến ngày 28 tháng 4, lúc 14 giờ 08 phút nó phóng ngư lôi tấn công và đánh trúng tàu buôn Miho Maru hai quả phía giữa tàu khiến mục tiêu ngập nước, bị nghiêng và trôi nổi trên biển. Sau khi né tránh phản công với 27 quả mìn sâu từ ba tàu hộ tống, chiếc tàu ngầm quay lại tấn công lúc 21 giờ 30 phút, đánh chìm Miho Maru (4.667 tấn) tại vị trí khoảng 70 nmi (130 km) về phía Tây Nam đảo Hongdo, tại tọa độ 34°27′B 123°48′Đ / 34,45°B 123,8°Đ; 14 thủy thủ, 26 pháo thủ cùng 94 hành khách đã mất tích cùng con tàu. Sang ngày 4 tháng 5, Tàu quét mìn số 20 (648 tấn) bị đánh chìm trong biển Hoàng Hải, khoảng 140 nmi (260 km) về phía Đông Nam Mokpo, Triều Tiên, tại tọa độ 34°16′B 123°37′Đ / 34,267°B 123,617°Đ. Sau đó nó chuyển sang nhiệm vụ tìm kiếm và giải cứu phục vụ cho các đợt không kích của máy bay ném bom B-25 Mitchell xuống Thượng Hải, Trung Quốc và của máy bay B-29 Superfortress xuống khu vực Tokyo trước khi quay trở về Guam.

#### Chuyến tuần tra thứ năm
Trong giai đoạn đầu của chuyến tuần tra cuối cùng trong chiến tranh, Trepang làm nhiệm vụ tìm kiếm và giải cứu tại vị trí về phía Đông Nam vịnh Tokyo. Vào ngày 22 tháng 6, tại vị trí cách 20 nmi (37 km) về phía Đông Nam hải đăng Daiozaki thuộc Ise-shima, Mie, một tốp bảy máy bay ném bom B-29 Superfortress đã phóng bỏ bom xuống biển. Một quả rơi cách mạn trái mũi tàu 1.000 thước Anh (910 m) và hai quả cách mạn trái đuôi tàu 2.000 thước Anh (1.800 m); chiếc tàu ngầm không bị hư hại trong sự cố này. Đến 12 giờ 00 ngày 24 tháng 6, nó lần lượt cứu vớt hai phi công máy bay tiêm kích P-51 Mustang gặp trục trặc khi hộ tống máy bay B-29 Superfortress ném bom xuống Tokyo, và phải nhảy dù xuống biển.<
Ba ngày sau đó, nó đưa hai viên phi công cứu vớt được sang tàu ngầm Tigrone (SS-419), đang có 30 thành viên các đội bay khác trên tàu, để được chuyển về hậu cứ. Ngay sau đó nó lại cùng tàu chị em Springer (SS-414) đi hết tốc độ đến giải cứu cho đội bay một chiếc B-29 Superfortress, bị bắn rơi một ngày trước đó, và đang trôi nổi trên bè cứu sinh cách cảng Nagoya 7 nmi (13 km). Họ tìm thấy tám người thuộc bốn nhóm phân tán trên một khoảng rộng 4 nmi (7,4 km). Trepang đã cứu vớt bảy người còn Springer vớt người còn lại; tuy nhiên bốn người khác thuộc đội bay đã mất tích.
Trong khi đi đến điểm gặp gỡ tàu ngầm Devilfish (SS-292) vào ngày 30 tháng 6 để chuyển giao các thành viên đội bay được giải cứu, Trepang bắt gặp một tàu vận tải nhỏ 600 tấn đang chở quân, và đánh chìm mục tiêu bằng hải pháo. Khoảng mười binh lính Nhật sống sót trôi nổi trên biển đã từ chối được giải cứu. Nó tiếp tục tuần tra ngoài khơi Honshū, nhưng không bắt gặp mục tiêu nào cho đến ngày 7 tháng 7, khi phát hiện một đoàn ba tàu vận tải, và đã phóng ngư lôi đánh chìm chiếc dẫn đầu Koun Maru số 2 (606 tấn) tại tọa độ 42°21′B 141°28′Đ / 42,35°B 141,467°Đ. Đang khi rút lui ra vùng biển nước sâu, chiếc tàu ngầm bất ngờ bị một máy bay tuần tra đối phương thả hai quả mìn sâu tấn công, nhưng nó thoát được mà không bị hư hại. Sau khi tiếp tục nhiệm vụ tìm kiếm và giải cứu, nó kết thúc chuyến tuần tra và quay trở về Trân Châu Cảng, và vẫn ở lại căn cứ này khi Nhật Bản chấp nhận đầu hàng vào ngày 15 tháng 8, giúp chấm dứt vĩnh viễn cuộc xung đột.

### 1946
Hoàn tất việc tái trang bị, Trepang rời Trân Châu Cảng và về đến San Diego vào ngày 3 tháng 9, 1945. Nó được cho xuất biên chế vào ngày 27 tháng 6, 1946, và được đưa về Hạm đội Dự bị Thái Bình Dương, neo đậu tại Xưởng hải quân Mare Island ở Vallejo, California. Đang khi trong thành phần dự bị, nó được xếp lại lớp như một "tàu ngầm phụ trợ" và mang ký hiệu lườn mới AGSS-412 vào ngày 11 tháng 6, 1962. 
Sau khi tên nó được cho rút khỏi danh sách Đăng bạ Hải quân vào ngày 30 tháng 6, 1967,  Trepang được loại bỏ như một mục tiêu thực hành vào ngày 22 tháng 12, 1967. Con tàu được sử dụng như mục tiêu tác xạ thực hành tại vùng biển Thái Bình Dương ngoài khơi Nam California trong khuôn khổ cuộc Tập trận Strike Ex 4-69, và bị đánh chìm bởi hỏa lực kết hợp của các tàu khu trục Henderson (DD-785) và Fechteler (DD-870) vào ngày 16 tháng 9, 1969.

## Phần thưởng
Trepang được tặng thưởng danh hiệu Đơn vị Tuyên dương Hải quân cùng năm Ngôi sao Chiến trận do thành tích phục vụ trong Thế Chiến II. Nó được ghi công đã đánh chìm 11 tàu Nhật Bản với tổng tải trọng 23.850 tấn.
|  |             |  |
|  | Silver star |  |

| Dãi băng Hoạt động Tác chiến  | Dãi băng Hoạt động Tác chiến                                            | Đơn vị Tuyên dương Hải quân                                             | Đơn vị Tuyên dương Hải quân          |
| Huân chương Chiến dịch Hoa Kỳ | Huân chương Chiến dịch Châu Á-Thái Bình Dương với 5 Ngôi sao Chiến trận | Huân chương Chiến dịch Châu Á-Thái Bình Dương với 5 Ngôi sao Chiến trận | Huân chương Chiến thắng Thế Chiến II |